# Labirynt (film 1986)
Labirynt (ang. Labyrinth) – amerykańsko-brytyjski film fantasy z 1986 roku w reżyserii Jima Hensona.
W filmie występuje tylko pięciu aktorów, m.in. Jennifer Connelly jako Sarah i David Bowie jako Jareth, król Goblinów (Bowie napisał także i zaśpiewał kilka piosenek w tym filmie). Inne postacie występujące w tym filmie to animowane lalki z wytwórni Jima Hensona.

## Fabuła
16-letnia Sarah nie jest zadowolona z faktu, że musi opiekować się swoim młodszym, przyrodnim bratem. Wypowiada życzenie, w którym chce, żeby jej niemowlęcy brat Toby zamienił się w goblina. Okazuje się, że życzenie może się spełnić, ponieważ tak twierdzi król Goblinów – Jareth. Sarah chce cofnąć swoje życzenie i postanawia walczyć z królem Goblinów. Żeby to zrobić, musi dostać się do jego posiadłości, która otoczona jest potężnym labiryntem. Sarah zaczyna walkę z czasem, żeby uratować młodszego brata.

## Obsada
- Jennifer Connelly – Sarah
- David Bowie – Jareth, król Goblinów[a]
- Shari Weiser – Hoggle
- Brian Henson –
  - Hoggle (głos i animatronika),
  - gobliny (głos)
- Toby Froud – Toby
- Rob Mills –
  - Ludo,
  - Fiery #3 (dodatkowa animatronika)
- Ron Mueck –
  - Ludo (głos i animatronika),
  - Fiery #2 (dodatkowa animatronika),
  - gobliny (głos)
- Dave Goelz –
  - Sir Didymus,
  - Ptasi Kapelusz,
  - członek Czterech Straży #4,
  - kołatka lewych drzwi,
  - Fiery #3 (główna animatronika)
- David Barclay – Sir Didymus
- David Shaughnessy –
  - Sir Didymus (głos),
  - Ptasi Kapelusz (głos),
  - członek Czterech Straży #3 (głos),
  - gobliny (głos)
- Steve Whitmire –
  - Ambrosius,
  - członek Czterech Straży #1,
  - Fiery #4 (główna animatronika)
- Kevin Clash –
  - Ambrosius,
  - członek Czterech Straży #2,
  - Fiery #1  (główna animatronika i głos)
- Percy Edwards – Ambrosius (głos)
- Christopher Malcolm – ojciec Sary
- Shelley Thompson – macocha Sary
- Karen Prell –
  - Robak,
  - Zbieraczka Złomu,
  - Fiery #2 (główna animatronika)
- Timothy Bateson –
  - Robak (głos),
  - członek Czterech Straży #4 (głos),
  - gobliny (głos)
- Frank Oz – Wiseman
- Michael Hordern – Wiseman (głos)
- Denise Bryer – Zbieraczka Złomu (głos)
- Anthony Asbury –
  - członek Czterech Straży #3,
  - kołatka prawych drzwi,
  - Fiery #5 (główna animatronika)
- Anthony Jackson – członek Czterech Straży #1 (głos)
- Douglas Blackwell – członek Czterech Straży #2 (głos)
- David Healy – kołatka prawych drzwi (głos)
- Robert Beatty – kołatka lewych drzwi (głos)
- David Barclay – Fiery #1 (dodatkowa animatronika)
- Toby Philpott – Fiery #1 (dodatkowa animatronika)
- Ian Thorn – Fiery #2 (dodatkowa animatronika)
- Charles Augins – Fiery #2 (głos)
- Sherry Ammott – Fiery #3 (dodatkowa animatronika)
- Danny John-Jules –
  - Fiery #3 (głos),
  - Fiery #4 (głos)
- Cheryl Henson – Fiery #4 (dodatkowa animatronika)
- Kevin Bradshaw – Fiery #4 (dodatkowa animatronika)
- Alliston Fullarton – Fiery #5 (dodatkowa animatronika)
- Rollin Krewson – Fiery #5 (dodatkowa animatronika)
- Richard Bodkin – Fiery #5 (głos)

## Ścieżka dźwiękowa
Muzykę do filmu skomponowali Trevor Jones i David Bowie. Nagrania ukazały się w sprzedaży w 1986 roku nakładem EMI America.

### Lista utworów
1. David Bowie & Trevor Jones – „Opening Titles Including Underground” – 3:21
2. Trevor Jones – „Into The Labyrinth” – 2:11
3. David Bowie – „Magic Dance” – 5:11
4. Trevor Jones – „Sarah” – 3:11
5. David Bowie – „Chilly Down” – 3:45
6. Trevor Jones – „Hallucination” – 3:02
7. David Bowie – „As The World Falls Down” – 4:51
8. Trevor Jones – „The Goblin Battle” – 3:31
9. David Bowie – „Within You” – 3:29
10. Trevor Jones – „Thirteen O'Clock” – 3:08
11. Trevor Jones – „Home At Last” – 1:47
12. David Bowie – „Underground” – 5:57